# Massimo Casanova
Pour les articles homonymes, voir  Casanova.
Massimo Casanova, né le 31 août 1970 à Bologne, est un homme politique. Il est élu député européen le 26 mai 2019.